# 미시간주의 통계 지구

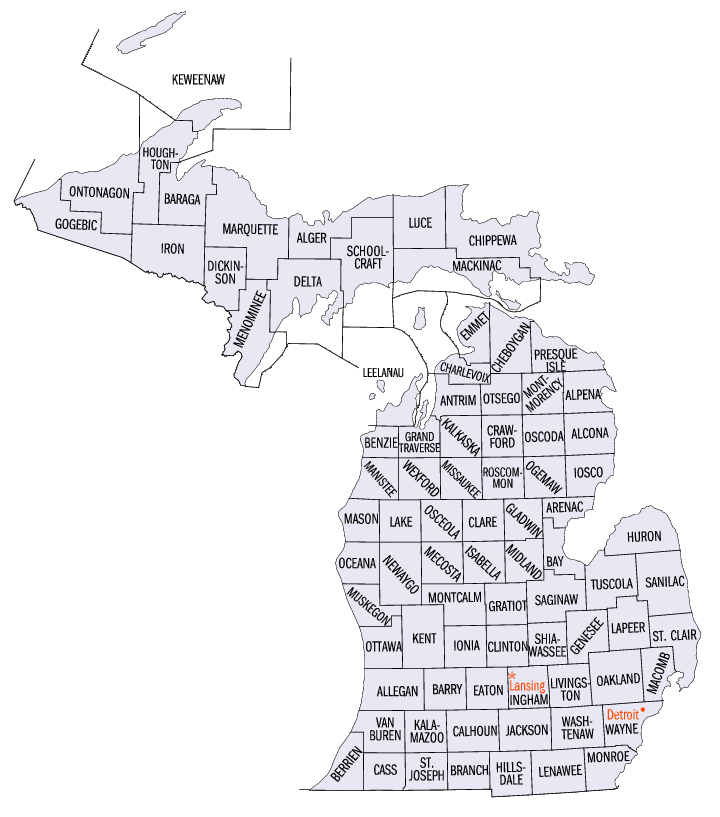
미시간 주의 군들

미시간의 주기

미시간의 통계 지구(Michigan Statistical Area)는 미시간 주에 있는 통계 지구이다.

## 범례
| 범례      | 의미                                   |
| --------- | -------------------------------------- |
|           | 인디애나에 속하는 지역                 |
|           | 위스콘신에 속하는 지역                 |
|           | 2개의 주 이상에 걸친 지역(미시간 해당) |
| 초록 글씨 | 다른 주에 속하는 지역의 인구 수        |
| 파란 글씨 | 미시간과 다른 주에 걸친 지역의 인구 수 |

## 배치도
| 복합 통계 지구                      | 인구            | 핵심 기반 통계 지구         | 인구           | 군             | 인구      |
| ----------------------------------- | --------------- | --------------------------- | -------------- | -------------- | --------- |
| 디트로이트-워런-앤아버 지구         | 5,341,994       | 디트로이트-워런-디어본 지구 | 4,319,629      | 웨인           | 1,749,343 |
| 디트로이트-워런-앤아버 지구         | 5,341,994       | 디트로이트-워런-디어본 지구 | 4,319,629      | 오클랜드       | 1,257,584 |
| 디트로이트-워런-앤아버 지구         | 5,341,994       | 디트로이트-워런-디어본 지구 | 4,319,629      | 매콤           | 873,972   |
| 디트로이트-워런-앤아버 지구         | 5,341,994       | 디트로이트-워런-디어본 지구 | 4,319,629      | 리빙스턴       | 191,995   |
| 디트로이트-워런-앤아버 지구         | 5,341,994       | 디트로이트-워런-디어본 지구 | 4,319,629      | 세인트클레어   | 159,128   |
| 디트로이트-워런-앤아버 지구         | 5,341,994       | 디트로이트-워런-디어본 지구 | 4,319,629      | 라피어         | 87,607    |
| 디트로이트-워런-앤아버 지구         | 5,341,994       | 플린트 지구                 | 405,813        | 제네시         | 405,813   |
| 디트로이트-워런-앤아버 지구         | 5,341,994       | 앤아버 지구                 | 367,601        | 워시트노       | 367,601   |
| 디트로이트-워런-앤아버 지구         | 5,341,994       | 먼로 지구                   | 150,500        | 먼로           | 150,500   |
| 디트로이트-워런-앤아버 지구         | 5,341,994       | 아드리안 지구               | 98,451         | 레나위         | 98,451    |
| 그랜드래피즈-켄트우드-머스키건 지구 | 1,412,470       | 그랜드래피즈-켄트우드 지구  | 1,077,370      | 켄트           | 656,955   |
| 그랜드래피즈-켄트우드-머스키건 지구 | 1,412,470       | 그랜드래피즈-켄트우드 지구  | 1,077,370      | 오타와         | 291,830   |
| 그랜드래피즈-켄트우드-머스키건 지구 | 1,412,470       | 그랜드래피즈-켄트우드 지구  | 1,077,370      | 이오니아       | 64,697    |
| 그랜드래피즈-켄트우드-머스키건 지구 | 1,412,470       | 그랜드래피즈-켄트우드 지구  | 1,077,370      | 몽칼름         | 63,888    |
| 그랜드래피즈-켄트우드-머스키건 지구 | 1,412,470       | 머스키건 지구               | 173,566        | 머스키건       | 173,566   |
| 그랜드래피즈-켄트우드-머스키건 지구 | 1,412,470       | 홀랜드 지구                 | 118,081        | 앨러간         | 118,081   |
| 그랜드래피즈-켄트우드-머스키건 지구 | 1,412,470       | 빅래피즈 지구               | 43,453         | 미코스타       | 43,453    |
| 캘러머주-배틀크리크-포티지 지구     | 503,706         | 캘러머주-포티지 지구        | 265,066        | 캘러머주       | 265,066   |
| 캘러머주-배틀크리크-포티지 지구     | 503,706         | 배틀크리크 지구             | 134,159        | 캘훈           | 134,159   |
| 캘러머주-배틀크리크-포티지 지구     | 503,706         | 스터지스 지구               | 60,964         | 세인트조지프   | 60,964    |
| 캘러머주-배틀크리크-포티지 지구     | 503,706         | 콜드워터 지구               | 43,517         | 브랜치         | 43,517    |
| 새기노-미들랜드-베이시티 지구       | 376,821         | 새기노 지구                 | 190,539        | 새기노         | 190,539   |
| 새기노-미들랜드-베이시티 지구       | 376,821         | 베이시티 지구               | 103,126        | 베이           | 103,126   |
| 새기노-미들랜드-베이시티 지구       | 376,821         | 미들랜드 지구               | 83,156         | 미들랜드       | 83,156    |
| 사우스벤드-엘크하트-미셔와카 지구   | 809,069 205,188 | 사우스벤드-미셔와카 지구    | 323,613 51,787 | 세인트조지프   | 271,826   |
| 사우스벤드-엘크하트-미셔와카 지구   | 809,069 205,188 | 사우스벤드-미셔와카 지구    | 323,613 51,787 | 캐스           | 51,787    |
| 사우스벤드-엘크하트-미셔와카 지구   | 809,069 205,188 | 엘크하트-고셴 지구          | 206,341        | 엘크하트       | 206,341   |
| 사우스벤드-엘크하트-미셔와카 지구   | 809,069 205,188 | 나일즈 지구                 | 153,401        | 베리언         | 153,401   |
| 사우스벤드-엘크하트-미셔와카 지구   | 809,069 205,188 | 바르샤바 지구               | 79,456         | 코스키우스코   | 79,456    |
| 사우스벤드-엘크하트-미셔와카 지구   | 809,069 205,188 | 플리머스 지구               | 46,258         | 마셜           | 46,258    |
| 마운트플레전트-앨마 지구            | 110,583         | 마운트플레전트 지구         | 69,872         | 이사벨라       | 69,872    |
| 마운트플레전트-앨마 지구            | 110,583         | 앨마 지구                   | 40,711         | 그래티엇       | 40,711    |
| 마리네트-아이언마운틴 지구          | 92,664 48,019   | 마리네트 지구               | 63,130 22,780  | 마리네트       | 40,350    |
| 마리네트-아이언마운틴 지구          | 92,664 48,019   | 마리네트 지구               | 63,130 22,780  | 메노미니       | 22,780    |
| 마리네트-아이언마운틴 지구          | 92,664 48,019   | 아이언마운틴 지구           | 29,534 25,239  | 디킨슨         | 25,239    |
| 마리네트-아이언마운틴 지구          | 92,664 48,019   | 아이언마운틴 지구           | 29,534 25,239  | 플로렌스       | 4,295     |
| 없음                                | 없음            | 랜싱-이스트랜싱 지구        | 550,391        | 잉햄           | 292,406   |
| 없음                                | 없음            | 랜싱-이스트랜싱 지구        | 550,391        | 이턴           | 110,268   |
| 없음                                | 없음            | 랜싱-이스트랜싱 지구        | 550,391        | 클린턴         | 79,595    |
| 없음                                | 없음            | 랜싱-이스트랜싱 지구        | 550,391        | 시아와시       | 68,122    |
| 없음                                | 없음            | 잭슨 지구                   | 158,510        | 잭슨           | 158,510   |
| 없음                                | 없음            | 트래버스시티 지구           | 150,653        | 그랜드트래버스 | 93,088    |
| 없음                                | 없음            | 트래버스시티 지구           | 150,653        | 리라노         | 21,761    |
| 없음                                | 없음            | 트래버스시티 지구           | 150,653        | 캘카스카       | 18,038    |
| 없음                                | 없음            | 트래버스시티 지구           | 150,653        | 벤지           | 17,766    |
| 없음                                | 없음            | 마켓 지구                   | 66,699         | 마켓           | 66,699    |
| 없음                                | 없음            | 캐딜락 지구                 | 48,749         | 웩스퍼드       | 33,631    |
| 없음                                | 없음            | 캐딜락 지구                 | 48,749         | 미소키         | 15,118    |
| 없음                                | 없음            | 힐스데일 지구               | 45,605         | 힐스데일       | 45,605    |
| 없음                                | 없음            | 호튼 지구                   | 37,800         | 호튼           | 35,684    |
| 없음                                | 없음            | 호튼 지구                   | 37,800         | 키위노         | 2,116     |
| 없음                                | 없음            | 수세인트마리 지구           | 37,349         | 치페와         | 37,349    |
| 없음                                | 없음            | 에스카나바 지구             | 35,784         | 델타           | 35,784    |
| 없음                                | 없음            | 루딩턴 지구                 | 29,144         | 메이슨         | 29,144    |
| 없음                                | 없음            | 앨피너 지구                 | 28,405         | 앨피너         | 28,405    |
| 없음                                | 없음            | 없음                        | 없음           | 밴뷰런         | 75,677    |
| 없음                                | 없음            | 없음                        | 없음           | 배리           | 61,550    |
| 없음                                | 없음            | 없음                        | 없음           | 터스콜라       | 52,245    |
| 없음                                | 없음            | 없음                        | 없음           | 뉴웨이고       | 48,980    |
| 없음                                | 없음            | 없음                        | 없음           | 새닐락         | 41,170    |
| 없음                                | 없음            | 없음                        | 없음           | 에밋           | 33,415    |
| 없음                                | 없음            | 없음                        | 없음           | 휴런           | 30,981    |
| 없음                                | 없음            | 없음                        | 없음           | 클레어         | 30,950    |
| 없음                                | 없음            | 없음                        | 없음           | 오세아나       | 26,467    |
| 없음                                | 없음            | 없음                        | 없음           | 샤를부아       | 26,143    |
| 없음                                | 없음            | 없음                        | 없음           | 글래드윈       | 25,449    |
| 없음                                | 없음            | 없음                        | 없음           | 쉬보이간       | 25,276    |
| 없음                                | 없음            | 없음                        | 없음           | 이오스코       | 25,127    |
| 없음                                | 없음            | 없음                        | 없음           | 옷세고         | 24,668    |
| 없음                                | 없음            | 없음                        | 없음           | 매니스티       | 24,558    |
| 없음                                | 없음            | 없음                        | 없음           | 로스커먼       | 24,019    |
| 없음                                | 없음            | 없음                        | 없음           | 오세올라       | 23,460    |
| 없음                                | 없음            | 없음                        | 없음           | 앤트림         | 23,324    |
| 없음                                | 없음            | 없음                        | 없음           | 오게모         | 20,997    |
| 없음                                | 없음            | 없음                        | 없음           | 아레낙         | 14,883    |
| 없음                                | 없음            | 없음                        | 없음           | 크로퍼드       | 14,029    |
| 없음                                | 없음            | 없음                        | 없음           | 고게빅         | 13,975    |
| 없음                                | 없음            | 없음                        | 없음           | 프레스크아일   | 12,592    |
| 없음                                | 없음            | 없음                        | 없음           | 레이크         | 11,853    |
| 없음                                | 없음            | 없음                        | 없음           | 아이언         | 11,066    |
| 없음                                | 없음            | 없음                        | 없음           | 매키낵         | 10,799    |
| 없음                                | 없음            | 없음                        | 없음           | 앨코나         | 10,405    |
| 없음                                | 없음            | 없음                        | 없음           | 몽모랑시       | 9,328     |
| 없음                                | 없음            | 없음                        | 없음           | 앨저           | 9,108     |
| 없음                                | 없음            | 없음                        | 없음           | 오스코다       | 8,241     |
| 없음                                | 없음            | 없음                        | 없음           | 바라가         | 8,209     |
| 없음                                | 없음            | 없음                        | 없음           | 스쿨크래프트   | 8,094     |
| 없음                                | 없음            | 없음                        | 없음           | 루스           | 6,229     |
| 없음                                | 없음            | 없음                        | 없음           | 온터나건       | 5,720     |
| 미시간                              | 미시간          | 미시간                      | 미시간         | 미시간         | 9,986,857 |

## 참고
- 인구 수는 2019년 기준이며 단위는 '명'이다.
- 잉햄군은 미시간주 행정 기관들이 있는 랜싱이 있기 때문에 굵은 글씨로 표기했다.

## 같이 보기
- 대도시 통계 지구